# Zénia
Automobiles Zénia war ein französischer Hersteller von Automobilen.

## Unternehmensgeschichte
Das Unternehmen aus Paris begann 1913 mit der Produktion von Automobilen. Der Markenname lautete Zénia. 1924 endete die Produktion. Insgesamt entstanden nur wenige Fahrzeuge.

## Fahrzeuge
Das erste Modell war mit einem Vierzylinder-T-Kopf-Motor mit 3000 cm³ oder 3998 cm³ Hubraum ausgestattet. Es wurde auch bei Autorennen eingesetzt.
Nach Ende des Ersten Weltkriegs folgte ein kleineres Modell, dessen Motor über 1775 cm³ Hubraum verfügte. Daneben standen Motoren von Altos mit wahlweise 2297 cm³ und 2950 cm³ Hubraum zur Verfügung.